# Melanizm przemysłowy

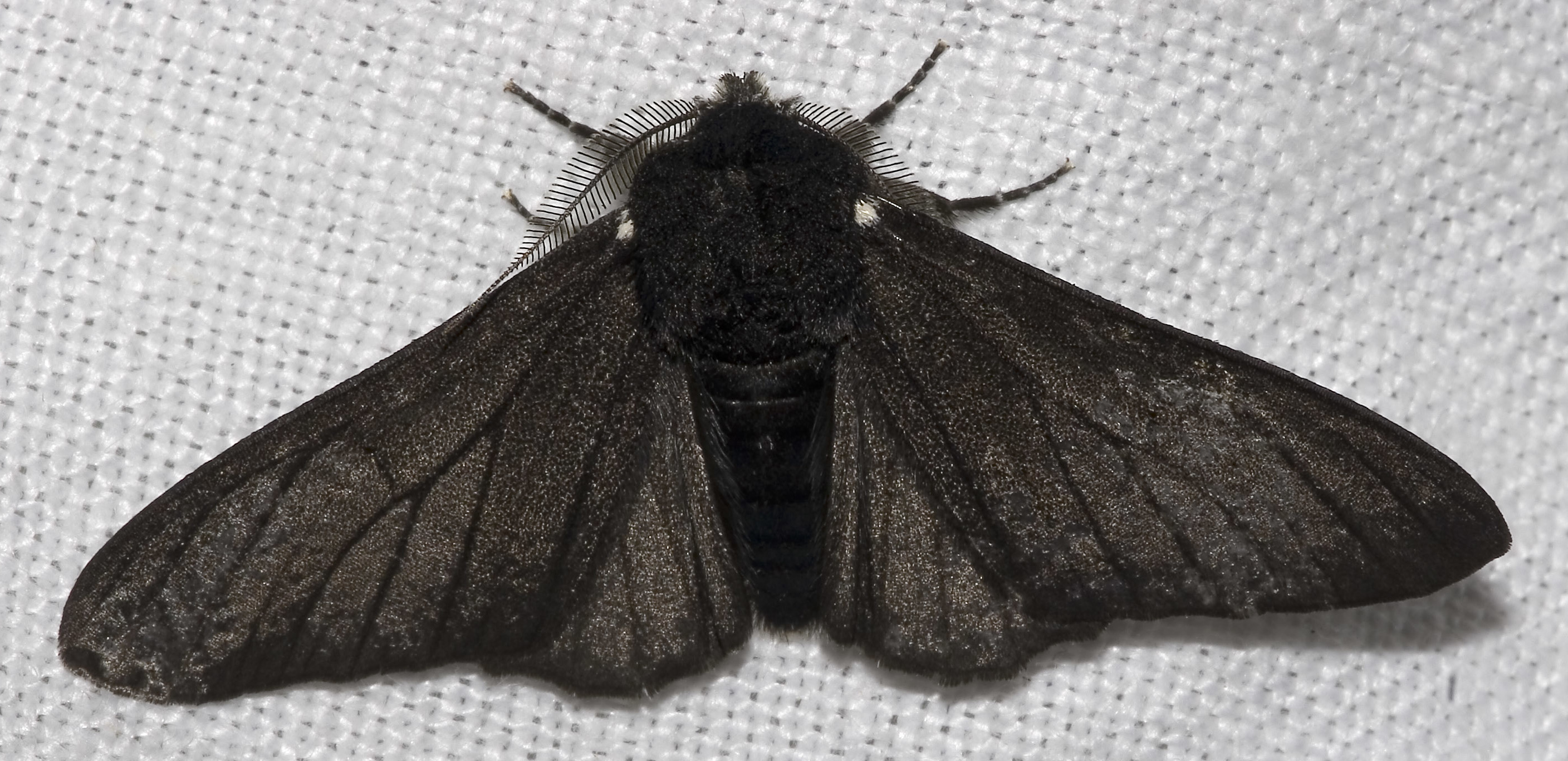
Krępak nabrzozak – odmiana melanistyczna

Melanizm przemysłowy – forma melanizmu związana z industrializacją i wywołana przez zanieczyszczenia gazowe lub pyłowe pochodzenia przemysłowego. Jest przykładem działania doboru kierunkowego.
Zjawisko to zostało po raz pierwszy zaobserwowane i opisane na przykładzie krępaka nabrzozaka (Biston betularia) żyjącego w okolicach Manchesteru.